# Шиндерханнес
Шиндерханнес, собственно Йоханнес Бюклер (нем. Johannes Bückler, Schinderhannes, фр.  Jean Buckler, 1783, Милен — 21 ноября 1803, Майнц) — немецкий преступник. Его прозвище означает Ганс-шкурщик.

## Биография
Был помощником кожевника, в 16 лет впервые пойман на краже, сумел отвертеться. Впоследствии с бандой сообщников занимался по обе стороны Рейна, разделявшего в тот период Священную Римскую империю германской нации и Францию, воровством и вымогательством, особенно притесняя евреев. Снискал славу местного Робин Гуда. Пытаясь скрыться от преследования полицией, поступил в австрийскую армию, но был узнан и выдан властям. Содержался в майнцской Деревянной башне. Под угрозой арестовать его любовницу Юлиану Блазиус (или Блезиус, 1781—1851) выдал 19 сообщников (из шестидесяти семи). Они были осуждены на смерть, был казнен и он сам — его гильотинировали у городских ворот Майнца, при казни присутствовало 40 тысяч человек. Юлиана Блазиус была осуждена на два года тюрьмы.

## Образ в искусстве
Уже на следующий год после казни преступника появилось анонимная книга о нём «Жизнь, деяния и конец пресловутого Йоханнеса Бюклера по прозвищу Шиндерханнес» (Leben, Thaten und Ende des berüchtigten Räubers Johannes Bückler gen. Schinderhannes, 2 Theile, Basel u. Aarau 1804). В 1833 году был опубликован роман шотландского писателя Лича Ричи «Шиндерханнес, рейнский разбойник» (многократно переиздавался). В 1852 году повесть о нём «Шиндерханнес, или Вогезские разбойники» написали Эркман-Шатриан. Стихотворение Аполлинера «Шиндерханнес» вошло в его цикл «Рейнские стихи» (сб. «Алкоголи», 1913), на немецкий язык его перевёл впоследствии Пауль Целан. В 1927 году пьесу о разбойнике опубликовал Карл Цукмайер, в 1928 году она была экранизирована Куртисом Бернхардтом; в 1958 году по ней был снят фильм Хельмута Койтнера, в главных ролях — Курд Юргенс и Мария Шелл. Мюзикл на основе пьесы Цукмайера (композитор — Карстен Браун) был поставлен в 2012 году ( Архивная копия от 14 августа 2012 на Wayback Machine). Несколько раз переиздавался роман Герда Фукса «Шиндерханнес» (1986), о разбойнике написано ещё несколько романов, и, что характерно, постоянно появляются новые.
Дом Шиндерханнеса в Милене по сей день исправно посещают туристы. Как ни парадоксально, многие отели и пансионы в Хунсрюке носят имя Шиндерханнеса.